# مارک اسمیت (بازیکن فوتبال، زاده دسامبر ۱۹۶۱)
مارک اسمیت (انگلیسی: Mark Smith؛ زادهٔ ۱۹ دسامبر ۱۹۶۱) بازیکن فوتبال اهل بریتانیا است.
از باشگاه‌هایی که در آن بازی کرده‌است می‌توان به باشگاه فوتبال ماتلوک تاون، باشگاه فوتبال شفیلد، باشگاه فوتبال شفیلد یونایتد، باشگاه فوتبال گریمزبی تاون، باشگاه فوتبال اسکانتورپ یونایتد، باشگاه فوتبال بوستون یونایتد، باشگاه فوتبال وورکساپ تاون، باشگاه فوتبال هادرزفیلد تاون، باشگاه فوتبال گینزبورو ترینیتی، باشگاه فوتبال مالتبی ماین، باشگاه فوتبال روچدیل، و باشگاه فوتبال اسکانتورپ یونایتد اشاره کرد.